# Ивановские пороги
Ива́новские поро́ги — верхняя часть древнего водораздела между Тосной и Мгой, который существовал до образования Невы.

## Гидрология
Пороги представляют собой двухкилометровый участок Невы между устьями впадающих в неё рек Святки и Тосны (на левом берегу Невы в этом месте находится мачтопропиточный завод и порт города Отрадное, на правом — деревня Большие Пороги). Посередине этого участка, у узкого мыса Святки, вдающегося в русло реки, она имеет минимальную ширину — 210 метров и наибольшую скорость течения — до 3—4 метров в секунду. До недавнего времени этот отрезок Невы был самым сложным для судоходства. Малая глубина, наличие подводных камней и отмелей, быстрое течение представляли большую опасность для судов. Огибая отмель (Ивановскую луду) у левого берега реки, основной водоток разделяется на две ветви. На правой возможно движение судов вверх и вниз по реке; она называется спусковым фарватером. Левым протоком пользуются только небольшие суда, следующие к истоку Невы; её называют взводным фарватером.

## Дноуглубительные работы
С открытием Волго-Балта движение по Неве значительно увеличилось. Чтобы обеспечить нормальные условия судоходства в районе Ивановских порогов, в 1973—1978 годы Невско-Ладожский технический участок пути выполнил здесь большой объём взрывных и дноуглубительных работ, срезав каменную мель. В результате, скорость течения реки значительно снизилась, спусковой фарватер стал шире и глубже — его ширина возросла с 85 до 160 метров, что сделало возможным двухстороннее движение судов.

## Навигационные сведения
Ивановские пороги являются частью сложного для судоходства участка пути, расположенного между посёлками Пирогово (1349,0 км ВБВП) и Лобаново (1334,0 км ВБВП). Движение по участку регулируется по УКВ радиосвязи на канале 5 диспетчерами ФБУ «Волго-Балт». Диспетчерские посты расположены на мысе Святки (позывной «Ивановская-3») и в посёлке Лобаново (позывной «Лобаново»). В связи с переводом в необслуживаемый режим поста Лобаново, связь по вопросам движения судов и высоте Кузьминского моста осуществлять напрямую с диспетчером мыс Святки на 2 канале УКВ, позывной "Ивановское-3".
На протяжении участка запрещено:
- движение судов и составов при ограниченной видимости менее 1 км (в том числе и с использованием РЛС)
- расхождение пассажирских, грузовых судов и составов на участке Лобаново — Холм Славы (1334,0 — 1345,0 км)
- расхождение плотовых и большегабаритных (нетиповых) судовых составов между собой, а также с другими судами, за исключением судов длиной 50 м и менее и скоростных, на участке Лобаново — Пирогово (1334,0 — 1349,0 км)
- обгон судов и составов на участке Холм Славы — Кузьминский мост (1336,5 — 1345,0 км), за исключением судов длиной 50 м и менее и скоростных[1]